# 鮞綠泥石
鮞綠泥石（英語：Chamosite）是一種頁矽酸鹽礦物，在綠泥石族中作為Fe2+端成分成員。通常形成於低至中度變質鐵礦床的環境中，並在鮞粒灰岩質鐵礦中呈灰色或黑色晶體。與其他綠泥石一樣，鮞綠泥石是火成岩中輝石、角閃石和黑雲母經熱水換質作用之後的產物。通常綠泥石的成分與原始火成岩礦物的成分有關，因此多數富鐵綠泥石會被發現是從富鐵的鐵鎂質礦物置換而來。

## 歷史
法國讷穆尔礦物學家兼礦業工程師皮埃爾·貝爾捷（Pierre Bertier）在1820年發現了鮞綠泥石，這種新礦物發現於低度至中度變質鐵礦床中。早期發現的鮞綠泥石（屬於綠泥石）樣本中因為帶有類似高嶺石而非綠泥石的結構引起了一些爭議，但進一步研究發現鮞綠泥石常常和另一種具有典型高嶺石結構的礦物鐵鋁蛇紋石（berthierine）同時存在，而且兩者難以區分。
鮞綠泥石的英文名稱來自瑞士瓦莱州錫永和马蒂尼之間的一座名為沙莫松城鎮。

## 結構
經過X射线衍射仪（XRD）分析一件侏儸紀時期砂岩中的鐵鋁蛇紋石-鮞綠泥石（B-C）樣本，發現其層間間距為7 Å的鐵鋁蛇紋石（B）層占整體的比例範圍在5至20%，而透過掃描電子顯微鏡能量色散X射线谱（SEM-EDS）化學分析指出鐵鋁蛇紋石比例（%B）與Fe/(Fe + Mg)呈正相關。鮞綠泥石結構與典型綠泥石非常相似，由四面體層和三八面體層規則性交替組成，其2:1夾層結構與雲母相似，層間間距為14 Å。
在最常見的綠泥石中，每個O20(OH)16原子團中就會包含12.0個八面體陽離子與其量等同於四面體和八面體位點中的鋁離子（如：鎂綠泥石、斜綠泥石）。

## 物理性質
鮞綠泥石多呈片狀，經測量單片晶體大小為20至200μm之間。其顏色可以是綠灰色或棕色，解理呈正延性，方向可以是α ∧ c=小，β=b，γ ∧ α=小，光軸平面= [0 10]，在{001}軸上有良好解理，具有珍珠光澤及黯淡光澤和灰綠色的條痕。雙折射率遠低於雲母、伊利石、蒙脫石和蛭石，折射率高於高嶺石。

## 成因與產地
鮞綠泥石是自然界中相對罕見的礦物。自從在沙莫松發現鮞綠泥石以來，已知世界上大約只有15個產地與鐵礦床有關。鮞綠泥石可以與其他綠泥石族的礦物一起出現。在墨西哥科利馬州Peña Colorada的鐵礦床中，發現了鐵鋁蛇紋石與鮞綠泥石共生。鮞綠泥石與初期熱液相有關，主要出現在礦化角礫岩類型的網狀礦脈中，在該礦脈中填充於開放的空隙中並經過裂縫置換熱岩體。在奈及利亞奧基圭的Mamu-Nkporo地層中，也有發現其他碳酸鹽礦物與鮞綠泥石共生，該地區的鮞綠泥石形成於在海平面升降期間所發展出來的淺海潮下帶至潮間帶環境中。含鮞綠泥石的鮞粒灰岩記錄了波浪能增加的時期，對應安靜淺海沉積之間的風暴情況。在雲南省宣威市的煤礦中也有發現鮞綠泥石，長期以來造成當地罹患肺癌的原因一直被歸咎於跟燃煤釋放的碳氫化合物有關，然而煤礦中鮞綠泥石也被懷疑是當地肺癌高發生率的主要致癌物。